# TV Javaés
TV Javaés foi uma emissora de televisão brasileira instalada em Palmas, capital do Estado de Tocantins. A emissora foi afiliada à Rede Bandeirantes e entrou no ar em 1992 até 1997.

## História
A TV Javaés entrou no ar em 1992, como afiliada à Rede Bandeirantes, que havia perdido sinal pela TV Palmas e a ex-TV  no mesmo ano.
Na época do surgimento da emissora, entrou no ar o mesmo nome da emissora em Araguaína. 
A emissora manteve no ar até 1997, quando mudou de nome para TV Gira-Sol Palmas, possivelmente por conta da venda/cassação da emissora.